# Movimiento armónico complejo
Un movimiento armónico complejo es un movimiento superposición lineal de movimientos armónicos simples. Aunque un movimiento armónico simple es siempre periódico, un movimiento armónico complejo no necesariamente es periódico, aunque sí puede ser analizado mediante análisis armónico de Fourier. Un movimiento armónico complejo es periódico solo si es la combinación de movimientos armónicos simples cuyas frecuencias son todas múltiplos racionales de una frecuencia base.

## Cinemática de un movimiento armónico complejo
Un sistema que presenta oscilaciones armónicas con n grados de libertad en general tiene elongaciones Xi o movimientos a lo largo de direcciones independientes de la forma:

(1a){\displaystyle \mathbf {x} (t)=\sum _{j=1}^{n}C_{j}\mathbf {A} _{j}\cos(\omega _{j}t+\phi _{j})}

O más detalladamente:

(1b){\displaystyle {\begin{pmatrix}x_{1}(t)\\\vdots \\x_{n}(t)\end{pmatrix}}={\begin{pmatrix}A_{11}&\cdots &A_{1n}\\\vdots &\ddots &\vdots \\A_{n1}&\cdots &A_{nn}\end{pmatrix}}{\begin{pmatrix}C_{1}\cos(\omega _{1}t+\phi _{1})\\\vdots \\C_{n}\cos(\omega _{n}t+\phi _{n})\end{pmatrix}}=\sum _{j}{\begin{pmatrix}A_{1j}\\\vdots \\A_{nj}\end{pmatrix}}C_{j}\cos(\omega _{j}t+\phi _{j})}

Donde, {\displaystyle \left\lbrace \omega _{i}\right\rbrace _{i=1,...,n}} son las frecuencias propias del sistema, {\displaystyle \left\lbrace \phi _{i}\right\rbrace _{i=1,...,n}} las fases iniciales. Cada uno de los vectores columna de la matriz A se llama modo propio de vibración, y los Ci son las amplitudes relativas de cada modo propio. Puede verse que para n = 1 un movimiento armónico complejo es simplemente una suma de movimientos armónicos simples:
La velocidad y la aceleración de un movimiento armónico complejo general se obtienen derivando respecto al tiempo y también resultan ser movimientos armónicos complejos, composición de movimientos de las mismas frecuencias propias. Aunque ahora no tienen por qué existir puntos de velocidad cero, como sucede en el movimiento armónico simple.

### Periodicidad
Un movimiento se dice periódico cuando se repite a intervalos regulares de tiempo; esto es, si después de cierto intervalo de tiempo constante, vuelve a pasar por la misma posición y con la misma velocidad. La periodicidad requiere que el vector de posiciones x(t) = x(t+T) para todo t y para algún valor de T. Para el caso de un movimiento armónico complejo como (1a) eso requiere que, para todo i,

{\displaystyle \cos(\omega _{i}(t+T))=\cos(\omega _{i}t)\Rightarrow \left\lbrace \exists k_{1},...k_{n}\right\rbrace \subset \mathbb {Z} :T={\frac {2\pi k_{i}}{\omega _{i}}}=...={\frac {2\pi k_{n}}{\omega _{n}}}}

La periodicidad tan solo es posible si para cualesquiera frecuencias su cociente es un número racional. Siendo como es que los números racionales son un conjunto de medida cero o conjunto nulo, la probabilidad de que el cociente de todas las frecuencias sea un número racional es cero y, por tanto, los movimientos armónicos complejos reales son cuasiperiódicos, pero no periódicos.

### Ecuación de movimiento
El movimiento armónico complejo dado por (1a) o (1b) es solución de una ecuación de un problema de pequeñas vibraciones del tipo:

{\displaystyle \mathbf {M} {\ddot {\mathbf {x} }}(t)+\mathbf {K} \mathbf {x} (t)=\mathbf {0} }

Donde:
{\displaystyle \mathbf {M} }, es la llamada matriz de masa que representa la inercia del sistema.
{\displaystyle \mathbf {K} }, es la llamada matriz de rigidez que representa la intensidad de las fuerzas de recuperación y son tanto mayores cuanto más rígido sea el sistema.
En el caso más general de un sistema con amortiguamiento lineal y fuerza de excitación interna, la ecuación de movimiento es más general:

{\displaystyle \mathbf {M} {\ddot {\mathbf {x} }}(t)+\mathbf {C} {\dot {\mathbf {x} }}(t)+\mathbf {K} \mathbf {x} (t)=\mathbf {F} (t)}

Donde se ha añadido una matriz {\displaystyle \mathbf {C} } que da cuenta del amortiguamiento.

## Oscilaciones acopladas
Un caso común de movimiento armónico complejo es el caso del problema de oscilaciones acopladas. Este problema de oscilaciones acopladas aparece, por ejemplo, en las vibraciones térmicas de un cristal, en el movimiento horizontal de un edificio en un terremoto y en el movimiento de un sistema de masas unidas por muelles o resortes. Estos problemas conducen a un sistema de ecuaciones del siguiente tipo:

(2)
{\displaystyle m_{i}{\ddot {x}}_{i}+\sum _{k=1}^{N}k_{ik}x_{k}=0}

Que en forma matricial puede escribirse como:

(2'){\displaystyle {\begin{pmatrix}m_{1}&0&\cdots &0\\0&m_{2}&\cdots &0\\\vdots &\vdots &\ddots &\vdots \\0&0&\cdots &m_{N}\end{pmatrix}}{\begin{pmatrix}{\ddot {x}}_{1}\\{\ddot {x}}_{2}\\\vdots \\{\ddot {x}}_{N}\end{pmatrix}}+{\begin{pmatrix}k_{11}&k_{12}&\cdots &k_{1N}\\k_{21}&k_{22}&\cdots &k_{2N}\\\vdots &\vdots &\ddots &\vdots \\k_{N1}&k_{N2}&\cdots &k_{NN}\end{pmatrix}}{\begin{pmatrix}x_{1}\\x_{2}\\\vdots \\x_{N}\end{pmatrix}}=0}

El problema puede resolverse mediante ciertos cambios de variables que llevan a las coordenadas normales o amplitudes de los modos propios de vibración, que son de hecho una forma particular de coordenadas generalizadas para el problema mecánico original.

### Frecuencias y modos propios
Los modos propios proporcionan una solución del problema (2') de la forma (1). Para ello es necesario determinar una serie de frecuencias naturales del sistema que pueden calcularse como:

{\displaystyle {\begin{vmatrix}k_{11}-\omega _{j}^{2}m_{1}&k_{12}&\cdots &k_{1N}\\k_{21}&k_{22}-\omega _{j}^{2}m_{2}&\cdots &k_{2N}\\\vdots &\vdots &\ddots &\vdots \\k_{N1}&k_{N2}&\cdots &k_{NN}-\omega _{j}^{2}m_{N}\end{vmatrix}}=0}

Esto proporciona N soluciones para el cuadrado de la frecuencia natural. Para cada una de estas soluciones se busca un vector unitario, llamado modo propio, que satisfaga la ecuación compatible indeterminada:

{\displaystyle {\begin{pmatrix}k_{11}-\omega _{j}^{2}m_{1}&k_{12}&\cdots &k_{1N}\\k_{21}&k_{22}-\omega _{j}^{2}m_{2}&\cdots &k_{2N}\\\vdots &\vdots &\ddots &\vdots \\k_{N1}&k_{N2}&\cdots &k_{NN}-\omega _{j}^{2}m_{N}\end{pmatrix}}{\begin{pmatrix}a_{1j}\\a_{2j}\\\vdots \\a_{Nj}\end{pmatrix}}=0}

Puede comprobarse que estos vectores representando los diversos modos propios del sistema son ortogonales entre sí, por lo que la matriz formada por todos ellos es una matriz ortogonal:

{\displaystyle \mathbf {A} ={\left\lbrace a_{ij}\right\rbrace }_{i=1...n}^{j=1...n}={\begin{pmatrix}a_{11}&\cdots &a_{1n}\\\vdots &\ddots &\vdots \\a_{n1}&\cdots &a_{nn}\end{pmatrix}}}

Las coordenadas normales, asociadas a los modos propios, se obtienen mediante un cambio lineal a partir de las coordenadas convencionales:

{\displaystyle {\begin{pmatrix}q_{1}(t)\\\vdots \\q_{N}(t)\end{pmatrix}}={\begin{pmatrix}b_{11}&\cdots &b_{1n}\\\vdots &\ddots &\vdots \\b_{n1}&\cdots &b_{nn}\end{pmatrix}}{\begin{pmatrix}x_{1}(t)\\\vdots \\x_{N}(t)\end{pmatrix}}}

Donde {\displaystyle \mathbf {B} =\left\lbrace b_{ij}\right\rbrace =\mathbf {A} ^{T}}, cumpliéndose que B' es la matriz inversa de A (A·B = B·A = I).

### Solución del problema de oscilaciones libres
La solución general se puede obtener fácilmente resolviendo el problema en coordenadas normales. Usando estas coordenadas se obtiene fácilmente si se tiene en cuenta que {\displaystyle \mathbf {x} =\mathbf {A} \mathbf {q} }:

{\displaystyle \mathbf {M} {\ddot {\mathbf {x} }}+\mathbf {K} \mathbf {x} =0\qquad \Rightarrow \qquad {\ddot {\mathbf {q} }}+\left[\mathbf {A} ^{T}\mathbf {M} ^{-1}\mathbf {K} \mathbf {A} \right]\mathbf {q} =0}

Pero debido a las propiedades de la matriz {\displaystyle \mathbf {A} } la matriz entre corchetes resulta ser una matriz diagonal y por tanto la solución de ese último sistema se obtiene resolviendo N ecuaciones para cada una de las un conjunto de ecuaciones del tipo:

{\displaystyle {\ddot {q}}_{j}+\omega _{j}^{2}q_{j}=0\qquad \Rightarrow \qquad q_{j}(t)=C_{j}\cos(\omega _{j}t+\phi _{j})}

En términos de las coordenadas normales y la matriz de modos propios, la solución general del sistema se escribe:

{\displaystyle {\begin{pmatrix}x_{1}(t)\\\vdots \\x_{N}(t)\end{pmatrix}}={\begin{pmatrix}a_{11}&\cdots &a_{1n}\\\vdots &\ddots &\vdots \\a_{n1}&\cdots &a_{nn}\end{pmatrix}}{\begin{pmatrix}q_{1}(t)\\\vdots \\q_{N}(t)\end{pmatrix}}={\begin{pmatrix}a_{11}&\cdots &a_{1n}\\\vdots &\ddots &\vdots \\a_{n1}&\cdots &a_{nn}\end{pmatrix}}{\begin{pmatrix}C_{1}\cos(\omega _{1}t+\phi _{1})\\\vdots \\C_{n}\cos(\omega _{n}t+\phi _{n})\end{pmatrix}}}

### Solución del problema de oscilaciones forzadas amortiguadas
La solución general se obtiene igual que antes usando coordenadas normales {\displaystyle \mathbf {x} =\mathbf {A} \mathbf {q} }:

{\displaystyle \mathbf {M} {\ddot {\mathbf {x} }}+\mathbf {C} {\dot {\mathbf {x} }}+\mathbf {K} \mathbf {x} =\mathbf {F} \qquad \Rightarrow \qquad {\ddot {\mathbf {q} }}+\left[\mathbf {A} ^{T}\mathbf {M} ^{-1}\mathbf {C} \mathbf {A} \right]{\dot {\mathbf {q} }}+\left[\mathbf {A} ^{T}\mathbf {M} ^{-1}\mathbf {K} \mathbf {A} \right]\mathbf {q} =\left[\mathbf {A} ^{T}\mathbf {M} ^{-1}\mathbf {F} \right]}

Por construcción de las coordenadas ortogonales las matrices que multiplican a {\displaystyle \scriptstyle {\ddot {\mathbf {q} }}} y {\displaystyle \scriptstyle {\dot {\mathbf {q} }}} son diagonales (esto requiere como condición adicional que {\displaystyle \scriptstyle \mathbf {KC} =\mathbf {CK} }), por lo que el último sistema se reduce a N ecuaciones independientes del tipo:

{\displaystyle {\ddot {q}}_{j}+2\nu \omega {\dot {q}}_{j}+\omega _{j}^{2}q_{j}=0\qquad \Rightarrow \qquad q_{j}(t)=C_{j}\int _{0}^{t}{\frac {-Q_{j}}{\omega _{j}{\sqrt {1-\nu _{j}}}}}e^{-\nu _{j}\omega _{j}(t-\tau )}\sin(\omega _{j}{\sqrt {1-\nu _{j}}}(t-\tau )t+\phi _{j})\ d\tau }

Por lo que la solución resulta ser finalmente:

{\displaystyle {\begin{pmatrix}x_{1}(t)\\\vdots \\x_{N}(t)\end{pmatrix}}={\begin{pmatrix}a_{11}&\cdots &a_{1n}\\\vdots &\ddots &\vdots \\a_{n1}&\cdots &a_{nn}\end{pmatrix}}{\begin{pmatrix}q_{1}(t)\\\vdots \\q_{N}(t)\end{pmatrix}}}

Es decir, la combinación lineal de N movimientos armónicos forzados amortiguados.
- Datos: Q3622925